# Zbirka Kondor
Zbirka Kondor je knjižna zbirka, ki izhaja od leta 1956 pri založbi Mladinska knjiga.
Čeprav je nastala kot zbirka, ki je izdajala svoje naslove po razmeroma nizki ceni (namenjena šolski rabi oziroma domačemu branju), se je nato uveljavila kot knjižna zbirka elitnega značaja. Namen zbirke je zbrati najpomembnejša tuja klasična dela in knjige slovenskih sodobnikov, obenem pa opozarja na slovenska literarna besedila, ki so manj znana.
Ključna sestavina del v zbirki so spremne besede in opombe ter druga besedila, ki so vključena v posamezne naslove.
Uredniki zbirke so (bili): Uroš Kraigher (1956-1978), Aleš Berger, Andrej Koritnik in Andrej Ilc.

## Seznam izdanih knjig (v pripravi)
Sledi seznam izdanih knjig v sklopu zbirke Kondor, na podlagi podatkov s spletnega portala slovenskih knjižnic Cobiss. Zadnja leta izidejo v povprečju štiri naslovi letno. Do februarja 2025 je bilo tako izdanih 378 knjig.
| Številka | Leto izdaje | Avtor                                        | Naslov | Opombe |
| -------- | ----------- | -------------------------------------------- | --- | --- |
| 1        | 1956        | France Bevk                                  | Kaplan Martin Čedermac                                                                                               | risbe in vinjete oblikoval Stane Kumar |
| 2        | 1956        | Aleksandr Sergeevič Puškin                   | Stotnikova hči | prevedel Vladimir Levstik spremno besedo in opombe napisal Mile Klopčič |
| 3        | 1956        | Homerus                                      | Iliada | prevedel Anton Sovrè priredil Kajetan Gantar vsebina: 1., 6., 9., 11., 16., 18., 22. in 24. spev |
| 4        | 1956        | Ivan Cankar                                  | Križ na gori: ljubezenska zgodba                                                                                     | besedilo uredil, spremno besedo in opombe napisal Boris Merhar |
| 5        | 1956        | William Shakespeare                          | Hamlet | prevedel Oton Župančič spremno besedo in opombe napisal Dušan Tomše |
| 6        | 1956        | Josip Jurčič in Janko Kersnik                | Rokovnjači: historičen roman                                                                                         | ilustriral Maksim Gaspari po lesorezih Mihe Maleša spremno besedo in opombe napisal Tine Orel |
| 7        | 1956        | Nikolaj Vasiljevič Gogolj                    | Revizor: komedija v petih dejanjih                                                                                   | prevedel Ivan Prijatelj priredila, spremno besedo in opombe napisala Silva Trdina |
| 8        | 1956        | Molière                                      | Tartuffe | prevedel Oton Župančič spremno besedo napisal Bratko Kreft |
| 9        | 1956        | Plutarh                                      | Življenje velikih Rimljanov                                                                                          | prevedel Anton Sovrè spremno besedo in opombe napisal Kajetan Gantar |
| 10       | 1957        | Simon Jenko                                  | Izbrano delo | priredil ter spremno besedo in opombe napisal France Bernik |
| 11       | 1956        | Josip Jurčič                                 | Jurij Kozjak, slovenski janičar: povest iz petnajstega stoletja domače zgodovine                                     | priredil Mirko Rupel ilustriral Maksim Sedej |
| 12       | 1957        | Ivan Tavčar                                  | Visoška kronika | priredila Marija Jamar ilustriral Boris Kobe |
| 13       | 1957        | Juš Kozak                                    | Rodno mesto: izbor novel                                                                                             | uredil, spremno besedo in opombe napisal Mitja Mejak opremila Melita Vovk knjiga vključuje tudi ilustracije Božidarja Jakca in Maksima Gasparija |
| 14       | 1957        | Prežihov Voranc                              | Samorastniki: koroške povesti                                                                                        | priredila, spremno besedo in opombe napisala Marja Borštnik umetniške fotografije koroške pokrajine Tone Mlakar vinjete France Mihelič |
| 15       | 1957        | Maksim Gorki                                 | Mati: roman v dveh delih                                                                                             | prevedel Vladimir Levstik spremno besedo napisala Vera Brnčić ilustrirala skupina Kukryniksy |
| 16       | 1958        | Maksim Gorki                                 | Mati: roman v dveh delih                                                                                             | prevedel Vladimir Levstik spremno besedo napisala Vera Brnčić ilustrirala skupina Kukryniksy |
| 17       | 1958        | Rabindranat Tagore                           | Spevi | prevedel in izbral Alojz Gradnik opremil Ritendra Mozumdar spremno besedo in opombe napisal Branko Rudolf |
| 18       | 1958        | Carlo Goldoni                                | Krčmarica | prevedla, uredila, spremno besedo in opombe napisala Silva Trdina |
| 19       | 1958        | France Bevk                                  | Tonček | ilustriral Nikolaj Omerza |
| 20       | 1958        | Fran Levstik                                 | Martin Krpan z Vrha; Popotovanje od Litije do Čateža                                                                 | uredil, spremno besedo in opombe napisal Blaž Tomaževič podobe narisal Hinko Smrekar dodatno besedilo napisal Stane Mikuž |
| 21       | 1958        | Ciril Kosmač                                 | Iz moje doline: novele                                                                                               | uredil, spremna besedo in opombe napisal Bojan Štih ilustriral Stane Kumar vključene so tudi fotografije iz filma "Na svoji zemlji" |
| 22       | 1958        | Ivan S. Turgenjev                            | Očetje in sinovi | prevedel Josip Vidmar spremno besedo in opombe napisala Vera Brnčić |
| 23       | 1958        | Jakob in Wilhelm Grimm                       | Pravljice | izbral in prevedel Fran Albreht ilustracije Ludwig Richter in Moritz von Schwind spremno besedo napisala Kristina Brenk |
| 24       | 1958        | Miguel de Cervantes Saavedra                 | Bistroumni plemič don Kihot iz Manče                                                                                 | izbral, prevedel, komentiral, spremno besedo in opombe napisal Niko Košir ilustriral Nikolaj Pirnat opombe k slikam napisala Jelisava Čopič |
| 25       | 1958        | France Prešeren                              | Poezije | uredil, spremno besedo in opombe napisal Anton Slodnjak |
| 26       | 1959        | Dante Alighieri                              | Pekel | prevedel Alojz Gradnik spremno besedo in opombe napisal Niko Košir dodatno besedilo napisal Emilijan Cevc |
| 27       | 1959        | Oscar Wilde                                  | Pravljice | izbral in prevedel Ciril Kosmač ilustriral Vladimir Lakovič spremno besedo napisal Josip Vidmar |
| 28       | 1959        | Ernest Hemingway                             | Starec in morje | prevedel in opombe napisal Janez Gradišnik ilustriral Marij Pregelj spremno besedo napisal Dušan Pirjevec |
| 29       | 1959        | Bratko Kreft                                 | Velika puntarija: dramska kronika iz leta 1573 v petih dejanjih                                                      | spremno besedo napisal Dušan Moravec |
| 30       | 1959        | Miško Kranjec                                | Kruh je bridka stvar: novele                                                                                         | uredil, spremno besedo in opombe napisal Janko Liška ilustrirala Ludvik Vrečič in Dore Klemenčič |
| 31       | 1959        | -                                            | Srbska in hrvatska ljudska epika (antologija)                                                                        | izbral, uredil, spremno besedo, opombe in slovarček napisal Janko Jurančič ilustriral Saša Horvat delo je v hrvaškem in srbskem jeziku |
| 32       | 1959        | Josip Kozarac                                | Mrtvi kapitali | prevedel Cvetko Zagorski spremno besedo napisal Emil Štampar |
| 33       | 1959        | Sofokles                                     | Kralj Ojdipus | prevedel Anton Sovrè spremno besedo napisal Kajetan Gantar |
| 34       | 1960        | Janko Kersnik                                | Jara gospoda | uredil in spremno besedo napisal Blaž Tomaževič knjiga vsebuje slike iz filma Jara gospoda |
| 35       | 1960        | France Prešeren                              | Pesmi in pisma | uredil Anton Slodnjak |
| 36       | 1960        | Giovanni Boccaccio                           | Dekameron: izbor novel                                                                                               | 26 novel zbral, prevedel in komentiral Andrej Budal knjigarna vsebuje vinjete Vladimirja Lakoviča in ilustracije starih mojstrov, ki jih je izbrala Špelca Čopič |
| 37       | 1960        | Josip Jurčič                                 | Deseti brat | uredil in spremno besedo napisal Boris Paternu ilustracije prispeval Ivan Vavpotič |
| 38       | 1960        | Miroslav Krleža                              | Balade Petrice Kerempuha                                                                                             | spremno besedo napisal Bratko Kreft slovarček po avtorjevem tolmaču manj znanih besed, fraz in pojmov razširil Janko Jurančič ilustrirala Branko Simčič in Hans Holbein |
| 39       | 1960        | Michel de Montaigne                          | Eseji: izbor | izbral, prevedel in uredil Bogo Stopar |
| 40       | 1960        | Izidor Cankar                                | Obiski; S poti | spremno besedo in opombe napisal Bojan Štih |
| 41       | 1961        | -                                            | Kri v plamenih (antologija pesmi socialnega protesta in ljudske vstaje)                                              | izbrala in uredila Filip Kalan in Cene Vipotnik knjiga vsebuje risbe Nikolaja Pirnata |
| 42       | 1961        | -                                            | Upor: izbor proze | izbral in uredil Bojan Štih knjiga vsebuje likovne priloge Franceta Miheliča |
| 43       | 1961        | -                                            | Španske romance (antologija)                                                                                         | izbral, prevedel in uredil Niko Košir ilustrirala Melita Vovk-Štih |
| 44       | 1961        | Herodot                                      | Zgodbe: izbor | prevedel Anton Sovre besedilo izbral in spremno besedo napisal Jože Kastelic |
| 45       | 1961        | -                                            | Slovenske ljudske pesmi                                                                                              | izbral in uredil Boris Merhar opremila Marlenka Stupica |
| 46       | 1961        | Franz Kafka                                  | Splet norosti in bolečine                                                                                            | izbral in prevedel Herbert Grün spremno besedo napisal Bratko Kreft |
| 47       | 1961        | Josip Jurčič                                 | Domen; Sosedov sin                                                                                                   | uredil in spremno besedo napisal Mirko Rupel |
| 48       | 1962        | Walt Whitman                                 | Travne bilke | izbral in prevedel Peter Levec |
| 49       | 1962        | Maksim Gorki                                 | Otroška leta | prevedel in uredil Severin Šali |
| 50       | 1962        | Petar Petrović Njegoš; Ivan Mažuranić        | Gorski vijenac; Smrt Smail age Čengijića                                                                             | besedili izbral, vezne tekste, spremno besedo in slovarček manj znanih besed napisal Janko Jurančič knjiga vsebuje ilustracije Rika Debenjaka in Marija Preglja |
| 51       | 1962        | Thornton Wilder                              | Most svetega kralja Ludovika                                                                                         | prevedel in uredil Janez Gradišnik slike izbrala in pojasnila k slikam napisala Jelisava Čopič |
| 52       | 1962        | Vergil                                       | Eneida | izbral, prevedel in komentiral Fran Bradač knjiga vsebuje slikovne priloge Are Pacis vsebuje 1., 2., 3., 4. in 6. spev |
| 53       | 1962        | Anton Ingolič                                | Oči: novele in črtice                                                                                                | izbral, uredil in spremno besedo napisal Mitja Mejak knjigarna vključuje likovne priloge Franceta Miheliča |
| 54       | 1962        | Ivan Prijatelj                               | Književnost mladoslovencev                                                                                           | iz nemškega rokopisa prevedla Maila Prijatelj-Golob |
| 55       | 1962        | Fran Maselj                                  | Pokorno javljam (povesti iz vojaškega življenja)                                                                     | izbral in uredil Janez Rotar knjiga vključuje risbe Hinka Smrekarja |
| ...      |             |                                              | | |
| 141      | 1974        | Janez Cigler                                 | Sreča v nesreči ali Popisovanje čudne zgodbe dveh dvojčkov: podučenje starim in mladim, revnim in bogatim            | spremno besedo in opombe napisal Matjaž Kmecl |
| 142      | 1974        | James Joyce                                  | Ulikses: odlomki iz romana                                                                                           | prevedel, besedila izbral in uredil, spremno besedo in opombe napisal Janez Gradišnik |
| 143      | 1974        | -                                            | Roman o Tristanu in Izoldi                                                                                           | priredil Joseph Bédier prevedel in opombe napisal Janez Negro spremno besedo napisal Andrej Capuder ilustriral Marij Pregelj |
| 144      | 1974        | -                                            | Noč bliskov: iz nadrealističnih besedil (antologija)                                                                 | izbral, uredil, spremno besedo in opombe napisal Aleš Berger prevedli Aleš Berger, Kajetan Kovič in Maja Žaucer |
| 145      | 1974        | Geoffrey Chaucer                             | Iz Canterburyjskih zgodb                                                                                             | izbral, prevedel in uredil, spremno besedo in opombe napisal Marjan Strojan |
| 146      | 1975        | Ivan Tavčar                                  | V Zali; Cvetje v jeseni                                                                                              | spremno besedo in opombe napisal Matjaž Kmecl |
| 147      | 1974        | Ivan Cankar                                  | Hiša Marije pomočnice                                                                                                | spremno besedo in opombe napisal Taras Kemauner |
| 148      | 1974        | William Shakespeare                          | Romeo in Julija | prevedel Oton Župančič prevod dopolnil in opombe napisal Janko Moder spremno besedo napisal Mirko Zupančič |
| 149      | 1974        | Heziod                                       | Teogonia; Dela in dnevi                                                                                              | prevedel, spremno besedo in opombe napisal Kajetan Gantar |
| 150      | 1975        | Josip Jurčič                                 | Lepa Vida | spremno besedo napisal Jože Pogačnik opombe napisala Marijana Novak |
| 151      | 1975        | Prežihov Voranc                              | Od Kotelj do Belih vod                                                                                               | spremno študijo in opombe napisal Drago Druškovič ilustrirala Franjo Golob in Nikolaj Omersa |
| 152      | 1975        | Šota Rustaveli                               | Vitez v tigrovi koži: izbor                                                                                          | priredil in prevedel Tone Pavček spremno besedo napisal Franček Bohanec ilustracije prispeval Mamuk Tavakarašvili |
| 153      | 1975        | Primož Trubar                                | Slovenska cerkovna ordninga: izbor                                                                                   | izbral, spremno besedo in opombe napisal Drago Šega besedilo prenesel v današnjo pisavo in slovarček manj znanih besed napisal Franc Drolc |
| 154      | 1975        | -                                            | Slovenska narečja | izbral, uredil in spremno besedo napisal Tine Logar |
| 155      | 1975        | -                                            | Mala antologija japonske lirike                                                                                      | izbral, prevedel, spremno besedo in opombe napisal Mart Ogen |
| 156      | 1975        | -                                            | Biografije ali Žitja srbskih vladarjev in arhiepiskopov (antologija)                                                 | izbral, prevedel, uredil, predgovor in opombe napisal Janko Jurančič |
| 157      | 1975        | Ivan Pregelj                                 | Plebanus Joannes | spremno besedo in ostala pojasnila napisal Taras Kermauner |
| 158      | 1976        | Luis de Camões                               | Luzijada: izbor | izbral in prevedel Andrej Capuder spremno besedo in opombe napisala Anton Debeljak in Andrej Capuder |
| 159      | 1976        | Ivan Sergejevič Turgenjev                    | Lovčevi zapiski | prevedel Janko Moder izbrala, spremno besedo in pojasnila napisala Vera Brnčič |
| 160      | 1976        | Henrik Ibsen                                 | Divja račka; Rosmersholm                                                                                             | izbral in uredil Mirko Zupančič prevedel Janko Moder |
| 161      | 1976        | -                                            | Ta hiša je moja, pa vendar moja ni: sodobna slovenska literatura na Koroškem (antologija)                            | izbral in uredil ter spremno besedo napisal Matjaž Kmecl |
| 162      | 1976        | -                                            | Na sončni strani: izbor povojne jugoslovanske kratke proze (antologija)                                              | izbral, uredil, prevedel in spremno besedo napisal Miha Matè |
| 163      | 1977        | Charles Baudelaire                           | Rože zla | izbrala, uredila, spremne besede in opombe napisala Marjeta Vasič prevedli Jože Udovič, Božo Vodušek, Cene Vipotnik, Andrej Capuder in Pavel Karlin |
| 164      | 1977        | Publij Ovidio Naso                           | Metamorfoze: izbor                                                                                                   | izbral, prevedel, spremno besedo in opombe napisal Kajetan Gantar upodobitve Metamorfoz je izbral in komentiral Emilijan Cevc |
| 165      | 1977        | Bernard Shaw                                 | Hudičev učenec | prevedel Milan Skrbinšek prevod je predelal in z Angleškim izvirnikom uskladil, spremno besedo in opombe napisal Branko Rudolf |
| 166      | 1977        | -                                            | Francoski moralisti: Pascal, La Rochefoucauld, La Bruyère, Vauvenargues, Montesquieu, Chamfort, Rivarol (antologija) | prevedla Djurdja Flerè in Bogo Stopar izbrala in uredila, spremno besedo in opombe napisala Djurdja Flerè |
| 167      | 1977        | Vladimir Nazor                               | Sončni ditirambi: izbrane pesmi                                                                                      | izbral, uredil, spremno besedo in opombe napisal Radoslav Dabo pesmi so prevedli Severin Šali, Mile Klopčič in Jože Udovič spremno besedo in opombe prevedel Pavle Vozlič |
| 169      | 1977        | Alojz Kraigher                               | Školjka; Drama na travniku                                                                                           | uredil in spremno besedo napisal Dušan Moravec |
| 170      | 1977        | Louis Adamič                                 | Orel in korenine: izbrano delo                                                                                       | izbrala, uredila in spremno besedo napisala Mira Mihelič prevedla Stanko Leben in Mira Mihelič |
| 171      | 1977        | Srečko Kosovel                               | Pesmi in konstrukcije                                                                                                | izbral, uredil in opombe napisal Alfonz Gspan spremno besedo napisal Lino Legiša |
| 172      | 1978        | -                                            | Glasovi časa: antologija desetih ruskih pesnikov dvajsetega stoletja                                                 | izbral in prevedel Tone Pavček del pesmi prevedel, spremno študijo, književni pregled in opombe napisal Drago Bajt |
| 173      | 1978        | Josip Jurčič                                 | Jurčičeva kratka pripovedna proza                                                                                    | izbral in uredil, spremno študijo in opombe napisal Gregor Kocijan |
| 174      | 1978        | Sofokles                                     | Antigona | prevedel, spremno besedo in opombe napisal Kajetan Gantar |
| 175      | 1978        | -                                            | Pisani vetrovi: iz ruske porevolucijske proze (antologija)                                                           | prevedla Cene Kopčavar in Drago Bajt izbral in uredil, spremno besedo in opombe napisal, kronološko preglednico in seznam slovenskih prevodov sestavil Drago Bajt |
| 176      | 1978        | -                                            | Antologija konkretne in vizualne poezije                                                                             | izbral in uredil, spremno besedo in opombe napisal Denis Poniž prevedli Miha Avanzo, Drago Bajt, Aleš Berger, France Pibernik in Jaša Zlobec |
| 177      | 1978        | -                                            | Mlada Breda: izbor ljudskih pesmi                                                                                    | izbral in uredil ter opombe napisal Boris Merhar |
| ...      |             |                                              | | |
| 179      | 1979        | Bertolt Brecht                               | Bobni v noči; Mati Korajža in njeni otroci                                                                           | prevedla Borut Trekman (Bobni v noči) in Mile Klopčič (Mati Korajža in njeni otroci) izbral in spremno besedo napisal Bojan Štih |
| ...      |             |                                              | | |
| 199      | 1982        | Henry James                                  | Obrat vijaka | prevedel in spremno besedo napisal Srečko Fišer |
| 200      | 1982        | Karel Destovnik - Kajuh                      | Markacije: izbrane pesmi in pisma                                                                                    | izbral, uredil, spremno besedo in opombe napisal Denis Poniž |
| 201      | 1982        | -                                            | Osla jahaš, osla iščeš: makedonske ljudske pripovedke (antologija)                                                   | izbral in spremno besedo napisal Dragi Stefanija prevedla Nada Carevska |
| 202      | 1982        | Alfred de Musset                             | Lorenzaccio | prevedel Aleš Berger spremno besedo napisal Andrej Inkret |
| 203      | 1982        | Ajshil                                       | Peržani; Vklenjeni Prometej                                                                                          | prevedel, spremno besedo in opombe napisal Kajetan Gantar |
| 204      | 1982        | Thomas Stearns Eliot                         | Pesmi | izbral, prevedel, spremno besedo in opombe napisal Veno Taufer |
| 205      | 1982        | Rudi Šeligo                                  | Triptih Agate Schwarzkobler                                                                                          | spremni besedi napisala Taras Kermauner in Denis Poniž knjiga vsebuje likovne priloge Janeza Bernika |
| 206      | 1983        | Matija Čop                                   | Pisma in spisi | izbral, opombe in imensko kazalo napisal Janko Kos prevedel Janko Moder |
| 207      | 1983        | -                                            | Varujte me, mile zarje: iz sodobne poljske proze                                                                     | zbrala, uredila in spremno besedo napisala Katarina Šalamun-Biedrzycka prevedli Niko Jež, Tone Pretnar in Katarina Šalamun-Biedrzycka |
| 208      | 1983        | Miran Jarc                                   | Vergerij: izbrano delo                                                                                               | izbral in spremno besedo napisal Bojan Štih likovne priloge izbral in komentiral Milček Komelj |
| 209      | 1983        | Giovanni Verga                               | Rdečelasec Hudadlaka: izbrane novele                                                                                 | izbral in spremno besedo napisal Srečko Fišer prevedli Srečko Fišer, Niko Košir in Niko Kuret |
| 210      | 1983        | Petar Petrović Njegoš                        | Gorski venec | prevedel, spremno besedo in opombe napisal Andrej Arko |
| 211      | 1983        | -                                            | Slovenska lirika: 1950-1980                                                                                          | izbral, uredil in spremno besedo napisal Janko Kos |
| 212      | 1983        | George Orwell                                | 1984 | prevedla Alenka Puhar spremno besedo napisal Dimitrij Rupel |
| 213      | 1983        | Ivan Pregelj                                 | Thabiti kumi: izbrane novele                                                                                         | izbral, spremno besedo napisal in opombe sestavil Marjan Dolgan |
| 214      | 1983        | Vladimir Vidrić; Antun Gustav Matoš          | Hrvaška moderna: Vidrič, Matoš                                                                                       | izbral in spremno besedo napisal Radoslav Dabo prevedli Drago Bajt, Janez Menart in Jože Udovič |
| 215      | 1984        | Arthur Rimbaud                               | Pijani čoln: izbrano delo                                                                                            | izbral, prevedel in spremno besedo napisal Brane Mozetič |
| 216      | 1984        | Dane Zajc                                    | Kepa pepela: izbrane pesmi                                                                                           | izbral, uredil in spremno besedo napisal Boris A. Novak likovne priloge Janez Bernik |
| 217      | 1984        | Ivo Andrić                                   | Misel, ujeta v divjini: izbrane novele                                                                               | izbral in spremno besedo napisal Miha Matè prevedli Janko Moder, Tone Potokar in Severin Šali |
| 218      | 1984        | -                                            | Sadhana: pot k popolnosti                                                                                            | prevedel in spremno besedo napisal Vinko Ošlak sanskrtske izraze pojasnila Vlasta Pacheiner-Klander |
| 219      | 1984        | -                                            | Slikarji o slikarstvu: od Cézanna do Picassa (antologija)                                                            | izbral in spremno besedo napisal Tomaž Brejc prevedli Tomaž Brejc, Brane Kovač, Aleš Rojec in Marijan Tršar |
| 220      | 1984        | -                                            | O obliki sveta: iz španskoameriške kratke proze (antologija)                                                         | izbral, spremno besedo in opombe napisal Peter Vodopivec prevedla Nina Kovič, novelo Joséja Avgustína prevedel Ferdinand Miklavc |
| 221      | 1984        | Albert Camus                                 | Kaligula; Nesporazum                                                                                                 | prevedla Ciril Kosmač in Radojka Vrančič spremno besedo napisal Jaroslav Skrušny |
| 222      | 1984        | Anton Leskovec                               | Jurij Plevnar; Kraljična Haris; Dva bregova                                                                          | izbral in spremno besedo napisal Bojan Štih |
| 223      | 1984        | William Shakespeare                          | Romeo in Julija; Julij Cezar; Hamlet                                                                                 | prevedel Oton Župančič spremno besedo napisal in opombe sestavil Mirko Jurak |
| 224      | 1985        | Anton Vodnik                                 | Glas tišine: izbrane pesmi                                                                                           | izbrala, uredila, spremno besedo in opombe napisala Franca Buttolo slikovne priloge izbral in komentiral Milček Komelj fotografiral Lado Mlekuž |
| 225      | 1985        | Mladen Oljača                                | Molitev za moje brate                                                                                                | prevedel Bogdan Gradišnik spremno besedo napisal Aleš Debeljak |
| 226      | 1985        | Lukijan                                      | Filozofi na dražbi:izbrani spisi                                                                                     | izbrala, prevedla, spremno besedo in opombe napisala Marjeta Šašel Kos |
| 227      | 1985        | Friedrich Schiller                           | Marija Stuart: tragedija                                                                                             | prevedel, spremno besedo in opombe napisal Borut Trekman |
| 228      | 1985        | Bretko Kreft                                 | Krajnski komedijanti                                                                                                 | spremno besedo napisal Dušan Moravec |
| 229      | 1985        | Edgar Allan Poe                              | Krokar: izbrano delo                                                                                                 | izbral, spremno besedo in opombe napisal Andrej Arko prevedli Andrej Arko, Zoran Jerin, Boris Rihteršič, Igor Šentjurc, Jože Udovič |
| 230      | 1985        | Franz Kafka                                  | Babilonski rov: proze, pismo očetu, dnevniki                                                                         | izbral in spremno besedo napisal Tine Hribar prevedla Lado Kralj in Jože Udovič risbe je narisal avtor |
| 231      | 1985        | -                                            | Besede skladateljev: od Mozarta do Gershwina (antologija)                                                            | izbral, prevedel, spremno besedo in opombe napisal Primož Kuret uvodno besedo prispeval Anton Trstenjak |
| 232      | 1986        | Ivan Cankar                                  | Pesmi | izbral, uredil, spremno besedo in opombe napisal France Bernik slikovne priloge izbral in komentiral Milček Komelj |
| 233      | 1986        | Virginia Woolf                               | Valovi | prevedel in spremno besedo napisal Srečko Fišer |
| 234      | 1986        | -                                            | Rajska jabolka: danske novele (antologija)                                                                           | izbral, prevedel in spremno besedo napisal Franc Burgar |
| 235      | 1986        | -                                            | Vrata brez vrat: koani in zenovske zgodbe (antologija)                                                               | izbral in spremno besedo napisal Vasja Cerar |
| 236      | 1986        | Laurence Sterne                              | Sentimentalno popotovanje gospoda Yoricka po Franciji in Italiji                                                     | prevedel Janez Gradišnik spremno študijo napisala Katarina Bogataj-Gradišnik |
| 237      | 1986        | Aleksej Remizov                              | Ura | prevedel, spremno besedo in opombe napisal Drago Bajt |
| 238      | 1987        | Oče Romuald                                  | Škofjeloški pasijon: preprosta fonetična transkripcija s prevodom neslovenskih besedil                               | prečrkovanje slovenskega besedila in fonetična transkripcija, spremna beseda in opombe Jože Faganel prečrkovanje in prevod latinskega in nemškega besedila Primož Simoniti spremne besede napisali Jože Faganel, Marko Marin, Janez Höfler izbor iz literature ob Škofjeloškem pasijonu Goran Schmidt |
| 239      | 1987        | Aleksander Sergejevič Puškin                 | Jevgenij Onjegin | prevedel Mile Klopčič poimensko informativni potopis, kronološke in bibliografske preglede ter spremno besedo napisal Ivan Verč risbe narisal avtor |
| 240      | 1987        | -                                            | Dhammapada: besede modrosti                                                                                          | prevedel, opombe in spremno besedo napisal Primož Pečenko |
| 241      | 1987        | -                                            | Sužnjevo srce: moderne kitajske novele                                                                               | izbrala, iz kitajščine prevedla in spremno besedo napisala Maja Lavrač |
| 242      | 1987        | Lojze Kovačič                                | Sporočila iz sna in budnosti: opuskule (avtorska antologija)                                                         | spremno besedo napisal Aleksander Zorn |
| 243      | 1987        | Sofokles                                     | Antigona; Kralj Ojdipus                                                                                              | prevedel, spremno besedo in opombe napisal Kajetan Gantar likovne priloge iz cikla Tragos Stojana Batiča |
| 244      | 1987        | Slavko Grum                                  | Goga, čudovito mesto                                                                                                 | izbral, uredil in spremno besedo napisal Lado Kralj |
| 245      | 1987        | Danilo Kiš                                   | Enciklopedija mrtvih                                                                                                 | prevedel Ferdinand Miklavc spremno besedo napisal Dimitrij Rupel |
| 246      | 1988        | Italo Svevo                                  | Kratko sentimentalno vprašanje: izbrana proza                                                                        | izbral in prevedel Srečko Fišer spremno besedo napisala Alenka Koron |
| 247      | 1988        | -                                            | Ameriška metafikcija (antologija)                                                                                    | izbral in spremno besedo napisal Aleš Debeljak prevedli Andrej Blatnik, Igor Bratož, Aleš Debeljak, Andrej Jereb in Igor Zabel |
| 248      | 1988        | Julio Cortázar                               | Zasledovalec: kratke zgodbe                                                                                          | izbrala, prevedla in spremno besedo napisala Nina Kovič |
| 249      | 1988        | Stanko Majcen                                | Kasija; Prekop; Revolucija                                                                                           | izbral in spremno besedo napisal Goran Schmidt |
| 250      | 1989        | Gregor Strniša                               | Balade o svetovnih: izbrane pesmi                                                                                    | izbral in spremno besedo napisal Peter Kolšek |
| 251      | 1989        | Chateaubriand                                | Spomini z onkraj groba                                                                                               | izbrala, prevedla, spremno besedo in opombe napisala Djurdja Flerè |
| 252      | 1990        | Milan Pugelj                                 | O nekoristnih ljudeh: izbrane novele                                                                                 | izbrala in spremno besedo napisala Alenka Koron |
| 253      | 1990        | Bruno Schulz                                 | Cimetove prodajalne: izbrano delo                                                                                    | izbrala, prevedla in spremno besedo napisala Katarina Šalamun-Biedrzycka slike med besedilom so delo avtorja |
| 254      | 1990        | Italo Calvino                                | Nevidna mesta; Grad prekrižanih usod                                                                                 | prevedel in spremno besedo napisal Srečko Fišer |
| 255      | 1990        | Pierre Corneille                             | Odrska utvara; Cid                                                                                                   | prevedla in opombe napisala Marija Javoršek spremna beseda Jože Javoršek |
| 256      | 1990        | -                                            | Slovenski literarni programi in manifesti (antologija)                                                               | izbral, prevedel, spremno besedo in opombe napisal Marjan Dolgan |
| 257      | 1991        | -                                            | Kalevala: finski narodni ep                                                                                          | izbrala, prevedla, vsebino preostalih spevov povzela ter spremno besedo in opombe napisala Jelka Ovaska Novak |
| 258      | 1991        | Ludvik Mrzel                                 | Luč ob cesti | spremno besedo napisal Taras Kermauner gradivo za življenjepis prispeval Stanko Janež |
| 259      | 1991        | -                                            | Prekoračiti obzorje: iz sodobne avstrijske kratke proze (antologija)                                                 | izbrala, prevedla, spremno besedo in opombe napisala Silvija Borovnik |
| 260      | 1991        | -                                            | Vidčevo sporočilo: nova proza (antologija)                                                                           | izbral in spremno besedo napisal Aleksander Zorn |
| 261      | 1992        | -                                            | Beowulf | prevedel in spremno besedo napisal Marjan Strojan |
| 262      | 1992        | Kajetan Kovič                                | Letni časi: izbrane pesmi                                                                                            | izbral in spremno besedo napisal Vid Snoj |
| 263      | 1992        | Homerus                                      | Odiseja | izbral, prevedel, vsebino preostalih spevov povzel ter spremno študijo in slovarček lastnih imen in strokovnih izrazov napisal Kajetan Gantar likovne priloge izbral in komentiral Milček Komelj |
| 264      | 1993        | Paul Claudel                                 | Sejalec božje mere: izbrano pesniško delo                                                                            | izbral, prevedel, komentar in spremno študijo napisal Marko Marinčič |
| 265      | 1993        | Tomaž Šalamun                                | Glagoli sonca: izbrane pesmi                                                                                         | izbral in spremno besedo napisal Aleksander Zorn |
| 266      | 1993        | Oscar Wilde                                  | Človeška duša v socializmu; De profundis                                                                             | prevedel in spremno besedo napisal Uroš Gabrijelčič |
| 267      | 1994        | Veno Taufer                                  | Nihanje molka: izbrane pesmi                                                                                         | izbral in spremno besedo napisal Matevž Kos |
| 268      | 1994        | Molière                                      | Tartuffe; Don Juan; Ljudomrznik                                                                                      | prevedli Oton Župančič, Aleš Berger in Josip Vidmar spremno besedo napisal Blaž Lukan |
| 269      | 1994        | Stanko Kociper                               | Mértik: črtice iz Slovenskih goric                                                                                   | spremni besedi napisala Tine Debeljak in Taras Kermauner |
| 270      | 1994        | -                                            | Popol Vuh: sveta knjiga Indijancev Quiché                                                                            | prevedla in spremno besedo napisala Nina Kovič |
| 271      | 1995        | -                                            | Moderna slovenska lirika: 1940-1990 (antologija)                                                                     | izbral in spremno besedo napisal Janko Kos |
| 272      | 1995        | Novalis                                      | Svet so sanje, sanje svet                                                                                            | izbral, prevedel in spremno besedo napisal Štefan Vevar |
| 273      | 1995        | Drago Jančar                                 | Ultima creatura | izbral in spremno besedo napisal Tomo Virk |
| 274      | 1995        | Federico García Lorca                        | Pesnik v New Yorku                                                                                                   | prevedel in spremno besedo napisal Ciril Bergles |
| 275      | 1996        | Josip Stritar                                | Zorin | spremno besedo napisal Matjaž Kmecl |
| 276      | 1996        | Chrétien de Troyes                           | Perceval: zgodba o gralu                                                                                             | prozno priredbo v sodobni francoščini pripravil Jacques Ribard prevedel Vital Klabus spremno besedo napisal Miha Pintarič |
| 277      | 1996        | Niko Grafenauer                              | Vezi daljav: izbrane pesmi                                                                                           | izbrala in spremno besedo napisal Tea Šoka |
| 278      | 1996        | William Faulkner                             | V smrtni uri | prevedel Srečko Fišer spremno besedo napisal Andrej Blatnik |
| 279      | 1997        | Boris Pahor                                  | Nekropola | spremno besedo napisala Ivanka Hergold |
| 280      | 1997        | Srečko Kosovel                               | Izbrane pesmi | izbral in spremno besedo napisal Matevž Kos |
| 281      | 1997        | Georg Büchner                                | Drame in proza | prevedli Bruno Hartman, Mojca Kranjc, Jože Udovič uredila in spremno besedo napisala Mojca Kranjc |
| 282      | 1997        | Jorge Luis Borges                            | Alef | prevedel Aleš Berger spremno besedo napisal Tomo Virk |
| 283      | 1998        | Ivan Mrak                                    | Izbrano delo: proza, drame, dnevniki                                                                                 | izbral, uredil, spremno besedo napisal in bibliografijo sestavil Goran Schmidt |
| 284      | 1998        | -                                            | Trije tibetanski misteriji                                                                                           | prevedel, spremno besedo in opombe napisal Ivo Svetina |
| 285      | 1998        | Miguel de Unamuno                            | Megla | prevedla in spremno besedo napisala Amalija Maček-Mergole |
| 286      | 1998        | Svetlana Makarovič                           | Bo žrl, bo žet: izbrane pesmi                                                                                        | izbral in spremno besedo napisal Josip Osti bibliografijo sestavil Matjaž Hočevar |
| 287      | 1999        | Thomas Kinsella po motivih staroirskega dela | Táin | prevedla, spremno besedo in opombe napisala Tina Mahkota |
| 288      | 1999        | -                                            | Prosto po ---: cvetnik slovenske poezije                                                                             | uredil, spremno besedo in pojasnila napisal Marko Juvan |
| 289      | 1999        | -                                            | To ni vsa moja zgodba: iz sodobne nemške kratke proze (antologija)                                                   | izbral, prevedel in spremno besedo napisal Slavo Šerc |
| 290      | 1999        | Lojze Kovačič                                | Deček in smrt | spremno besedo napisala Alenka Koron |
| 291      | 2001        | Vitomil Zupan                                | Levitan: roman, ali pa tudi ne                                                                                       | spremno besedo napisala Vanesa Matajc |
| 292      | 2000        | Evripid                                      | Medeja; Ifigenija pri Tavrijcih                                                                                      | prevedel in spremno besedo napisal Marko Marinčič |
| 293      | 2000        | Fran Milčinski                               | Smešne historia: izbrana kratka proza Frana Milčinskega                                                              | izbral, uredil, spremno besedo napisal ter bibliografsko in slikovno gradivo zbral Goran Schmidt |
| 294      | 2000        | -                                            | Odgrnjena tančica: angleška kratka proza s fantastično tematiko                                                      | izbral, prevedel, spremno besedo napisal Srečko Fišer |
| 295      | 2000        | Florjan Lipuš                                | Zmote dijaka Tjaža                                                                                                   | spremno besedo napisala Silvija Borovnik bibliografijo sestavil Matjaž Hočevar |
| 296      | 2000        | Swami Vivekananda                            | Radža joga | prevedla Lev in Maja Milčinski spremno besedo in Slovarček napisala Maja Milčinski |
| 297      | 2001        | Jorge Icaza                                  | Huairapamuške: Sinovi vetra                                                                                          | prevedla Barbara Pregelj spremno besedo napisali Barbara Pregelj in Urša Geršak |
| 298      | 2001        | -                                            | Pisma slovenskih književnikov o književnosti                                                                         | izbral, uredil, opombe in spremno besedo napisal Marjan Dolgan |
| 299      | 2001        | Jean de La Fontaine                          | Enim v prid in drugim v kvar: izbrane basni                                                                          | izbrala in prevedla Marija Javoršek spremno besedo in opombe napisal Jan Jona Javoršek |
| 300      | 2001        | Milan Jesih                                  | Verzi: izbrane pesmi                                                                                                 | izbral in spremno besedo napisal Peter Kolšek bibliografijo sestavil Matjaž Hočevar |
| 301      | 2002        | Friedrich Nietzsche                          | Nietzschejevo berilo: izbrani odlomki                                                                                | izbral, uredil in spremno besedo napisal Matevž Kos prevedli Teo Bizjak, Tine Hribar, Janko Moder, Vid Snoj in Tomo Virk |
| 302      | 2002        | Peter Božič                                  | Izven; Jaz sem Ubil Anito                                                                                            | spremno besedo napisala Petra Vidali bibliografijo sestavil Matjaž Hočevar |
| 303      | 2002        | William Golding                              | Dediči | prevedel, spremno besedo in opombe napisal Branko Gradišnik |
| 304      | 2002        | -                                            | Beseda čez ocean: antologija slovenske zdomske poezije                                                               | izbral, spremno besedo in opombe napisal France Pibernik |
| 305      | 2003        | Aristofane                                   | Praznovalke tezmoforij; Žabe                                                                                         | prevedla, opombe in spremno besedo napisala Andreja Inkret |
| 306      | 2003        | Janez Trdina                                 | Če ni lačen, je pa žejen: izbrana proza                                                                              | izbral in spremno besedo napisal Goran Schmidt |
| 307      | 2003        | -                                            | Ljubezen iz daljave: provansalska trubadurska lirika                                                                 | iz stare okcitanščine prevedel, spremno besedo in opombe napisal Boris A. Novak |
| 308      | 2003        | Ciril Zlobec                                 | Samo beseda sem: izbrane pesmi                                                                                       | izbral in spremno besedo napisal Josip Osti |
| 309      | 2004        | Edvard Kocbak                                | Pričevanje: pesmi, dnevniki                                                                                          | izbral, spremno besedo in opombe napisal Andrej Inkret |
| 310      | 2004        | -                                            | Edda: iz staroislandskega epa                                                                                        | prevedla Bogdan Gjud in Silvin Košak opombe k besedilu in spremno besedo napisal Bogdan Gjud |
| 311      | 2004        | Torquato Tasso                               | Ljubezen je duša sveta: izbrana poezija                                                                              | prevedel, izbral, spremno besedo in opombe napisal Srečko Fišer |
| 312      | 2004        | -                                            | O čem govorimo: slovenska kratka proza                                                                               | izbral in spremno besedo napisal Mitja Čander |
| 313      | 2005        | -                                            | Ko pesem tkem: antologija vedskih pesmi                                                                              | prevedla, komentirala in izbrala Vlasta Pacheiner-Klander |
| 314      | 2005        | Ervin Fritz                                  | Ogrlica iz rad: izbrane pesmi                                                                                        | izbral in spremno besedo napisal Peter Kolšek bibliografijo sestavil Matjaž Hočevar |
| 315      | 2005        | Miroslav Krleža                              | Glembajevi: proza in drame                                                                                           | izbral, prevedel, spremno besedo in opombe napisal Andrej Inkret |
| 316      | 2005        | Milan Kleč                                   | Srčno dober človek in zvest prijatelj                                                                                | izbral in spremno besedo napisal Matej Bogataj bibliografijo sestavil Matjaž Hočevar |
| 317      | 2006        | Publij Ovidij Nazo                           | Ljubezni | prevedel, spremno besedo in opombe napisal Marko Marinčič |
| 318      | 2006        | -                                            | Od lubezni in vesela: izbor iz starejše slovenske posvetne poezije                                                   | izbral, spremno besedo in opombe napisal Peter Svetina |
| 319      | 2006        | Franz Werfel                                 | Med nebom in peklom: izbrano delo                                                                                    | izbral in prevedel Tim Oliver Wüster spremni študiji napisala Tim Oliver Wüster in Vid Snoj |
| 320      | 2006        | Boris A. Novak                               | Dlaneno platno: izbrane pesmi                                                                                        | izbrala in spremno besedo napisala Alenka Jovanovski |
| 321      | 2007        | -                                            | Jutri je predaleč: sodobne afriške zgodbe (antologija)                                                               | izbrala, spremno besedo in opombe napisala Nataša Hrastnik prevedli Nataša Hrastnik, Irena Duša, Barbara Juršič, Suzana Koncut, Andrej E. Skubic, Barbara Skubic, Katja Zakrajšek |
| 322      | 2007        | Milan Dekleva                                | Sledi božjih šapic: izbrane pesmi                                                                                    | izbral in spremno besedo napisal Matevž Kos bibliografijo sestavil Matjaž Hočevar |
| 323      | 2007        | Fernando Pessoa                              | Psihotipija: izbrano delo                                                                                            | izbral, uredil in spremno besedo napisal Miklavž Komelj prevedli Miklavž Komelj, Mojca Medvedšek in Ciril Bergles |
| 324      | 2007        | Andrej Brvar                                 | Retrospektiva: izbrane pesmi                                                                                         | izbral in spremno besedo napisal Mitja Čander bibliografijo sestavil Matjaž Hočevar |
| 325      | 2008        | -                                            | V tebi se razraščam: antologija slovenske erotične poezije                                                           | izbrala in spremno besedo napisala Alojzija Zupan Sosič |
| 326      | 2008        | Stefan Zweig                                 | Včerajšnji svet | prevedla Angela Vode spremno besedo napisala Amalija Maček |
| 327      | 2008        | Franjo Frančič                               | Kam se skrijejo metulji pred dežjem: izbrane kratke proze                                                            | izbral in spremno besedo napisal Josip Osti bibliografijo sestavil Matjaž Hočevar |
| 328      | 2009        | Lao Zi                                       | Dao de jing | prevedla in spremno besedo napisala Maja Milčinski |
| 329      | 2009        | Oscar Wilde                                  | Izbrano delo: poezija in proza                                                                                       | izbrala, prevedla, spremno besedo in opombe napisala Nada Grošelj |
| 330      | 2009        | Janez Menart                                 | Stihi mojih dni | izbral in spremno besedo napisal Matjaž Kmecl posvetilo je napisal Ciril Zlobec izbrano bibliografijo Janeza Menarta pripravil Matjaž Hočevar |
| 331      | 2009        | Voltaire                                     | Filozofske zgodbe | izbral, prevedel, spremno besedo in opombe napisal Primož Vitez |
| 332      | 2010        | Haruki Murakami                              | Slon izginja: kratka proza                                                                                           | prevedel in spremno besedo napisal Aleksander Mermal |
| 333      | 2010        | Marjan Rožanc                                | Rdeči zajčki: izbrana kratka proza                                                                                   | izbral in spremno besedo napisal Urban Vovk bibliografijo sestavil Matjaž Hočevar |
| 334      | 2010        | Ernest Hemingway                             | Velika reka z dvema srcema: izbrana kratka proza                                                                     | prevod Janez Gradišnik in Miriam Drev spremno besedo napisal Matej Bogataj |
| 335      | 2010        | Albert Camus                                 | Proti neredu sveta: kritični spisi                                                                                   | izbor Suzana Koncut prevod Suzana Koncut in Jaša Zlobec spremno študijo napisala Tanja Lesničar-Pučko |
| 336      | 2011        | -                                            | Pionirji na promenadi: antologija slovenske mladinske književnosti med 1920 in 1948                                  | izbral in spremno besedo napisal Peter Svetina |
| 337      | 2011        | Vladimir Nabokov                             | Bledi ogenj | prevedel in opombe napisal Branko Gradišnik spremno besedo napisala Jelka Kernev Štrajn |
| 338      | 2011        | Yi jing                                      | Knjiga premen | prevedla, uredila in spremno besedo napisala Maja Milčinski |
| 339      | 2011        | Hans Fallada                                 | Vsakdo umre sam | prevedel Jaro Komac spremno besedo napisala Amalija Maček |
| 340      | 2012        | Josip Osti                                   | Izgon v raj | izbral in spremno besedo napisal Boris A. Novak pesmi prevedli Jure Potokar, Boris A. Novak in Josip Osti fotografija Jože Suhadolnik biobibliografijo sestavil Josip Osti |
| 341      | 2012        | Denis Diderot                                | To ni zgodba in druge zgodbe                                                                                         | izbral, prevedel, opombe in spremno besedo napisal Primož Vitez Pogovor med filozofom in gospo maršalico de *** prevedel in komentiral Miran Božovič |
| 342      | 2012        | -                                            | Na robu bele tišine: antologija sodobne švicarske kratke proze                                                       | izbral in prevedel, spremno besedo in podatke o avtorjih napisal Slavo Šerc |
| 343      | 2012        | James Joyce                                  | Dublinčani | prevedla in opombe napisala Tina Mahkota spremno besedo napisal Uroš Mozetič |
| 344      | 2013        | Albert Camus                                 | Srečna smrt | prevedla Katja Šaponjić spremno besedo napisal Primož Vitez |
| 345      | 2013        | Karel Čapek                                  | Zgodbe iz enega in drugega žepa                                                                                      | prevedla in spremno besedo napisala Nives Vidrih |
| 346      | 2014        | Tone Pavček                                  | Eh, srce ti moje ljubljeno: izbrane pesmi                                                                            | izbral, uredil in spremno besedo napisal Matjaž Kmecl |
| 347      | 2014        | Guy de Maupassant                            | Zgodbe | prevedel Aleš Berger izbrala in spremno besedo napisala Katarina Marinčič |
| 348      | 2014        | Wiesław Myśliwski                            | Traktat o luščenju fižola                                                                                            | prevedla in spremno besedo napisala Staša Pavlović |
| 349      | 2015        | John Williams                                | Stoner | prevedla Breda Biščak spremno besedo napisal Urban Vovk |
| 350      | 2015        | Fran Milčinski                               | Butalci: integralna izdaja                                                                                           | ilustriral France Podrekar zbrala, uredila, izvirno besedilo vzpostavila, spremno besedo in opombe napisala Barbara Simoniti |
| 351      | 2015        | Andrej Rozman Roza                           | Gleda kondor avion: brano delo                                                                                       | izbral, uredil in spremno besedo napisal Andrej Koritnik izbrana bibliografija Matjaž Hočevar ilustracije Ciril Horjak fotografija avtorja Dragan Arrigler |
| 352      | 2015        | Isak Dinesen (Karen Blixen)                  | Anekdote usode | prevedla Tina Mahkota spremno besedo napisala Gabriela Babnik |
| 353      | 2016        | Alfred Jarry                                 | Ubu | prevedel in spremno besedo napisal Primož Vitez |
| 354      | 2017        | Fedor Mihajlovič Dostojevski                 | Ponižani in razžaljeni: roman v štirih delih z epilogom                                                              | prevedel in spremno besedo napisal Borut Kraševec |
| 355      | 2017        | Isaac Bashevis Singer                        | Moč teme: izbrane zgodbe                                                                                             | izbrala, prevedla in spremno besedo napisala Jana Unuk |
| 356      | 2017        | Feri Lainšček                                | Ki jo je megla prinesla                                                                                              | spremno besedo napisal Urban Vovk fotografija avtorja Jože Suhadolnik bibliografijo sestavil Matjaž Hočevar |
| 357      | 2017        | Emily Dickinson                              | Ta svet ni konec: pesmi in pisma                                                                                     | izbrala, prevedla in spremno besedo napisala Nada Grošelj |
| 358      | 2017        | Aleš Debeljak                                | Tukaj, zate, tam: pesmi in eseji                                                                                     | izbrala, uredila in spremni besedi napisala Uroš Zupan in Urban Vovk bibliografijo sestavil Martin Grum |
| 359      | 2017        | Homer                                        | Iliada | izbrala, prevedla, povzetke spevov in spremne opombe napisala Jelena Isak Kres kazalo imen sestavil in spremno besedo napisal David Movrin vsebina: 1., 3.,, 6., 10., 14., 18., 19., 22. in 24. spev                                                                                                  |
| 360      | 2018        | Ivan Cankar                                  | Kako sem postal socialist in drugi spisi                                                                             | izbral in spremno besedo napisal Primož Vitez |
| 361      | 2018        | Ivo Svetina                                  | Plamen iz morja | izbral, uredil in spremno besedo napisal Igor Divjak fotografija avtorja Jure Černec bibliografijo sestavila Agata Šimenc |
| 362      | 2018        | Gabriel García Márquez                       | Dvanajst potohodnikov                                                                                                | prevedla Vesna Velkovrh Bukilica spremno besedo napisal Carlos Pasqual |
| 363      | 2018        | Antonio Di Benedetto                         | Zama | prevedla in spremno besedo napisala Vesna Velkovrh Bukilica |
| 364      | 2019        | Marjan Tomšič                                | Óštrigéca | spremno besedo napisala Eva Vrbnjak bibliografijo sestavil Martin Grum |
| 365      | 2019        | Ada Škerl                                    | Speči metulji | uredila in opombe napisala] Tanja Petrič spremni besedi napisala Tanja Petrič in Ivo Svetina bibliografijo sestavil Matjaž Hočevar |
| 366      | 2020        | Walt Whitman                                 | Pesem o sebi | prevedel Miha Avanzo spremno besedo napisala Erica Johnson Debeljak |
| 367      | 2020        | -                                            | Na balkon visoke hiše: antologija najkrajše slovenske pripovedi                                                      | izbrala, uredila in spremno besedo napisala Alojzija Zupan Sosič |
| 368      | 2020        | Herman Melville                              | Tri novele | prevedli Polona Glavan, Janko Trupej in Alenka Moder Saje spremno besedo napisala Darja Marinšek vsebina: Bartleby, pisar; Benito Cereno; Billy Budd, mornar |
| 369      | 2022        | Sébastien-Roch-Nicolas de Chamfort           | Maksime in misli | prevedel, opombe in spremno študijo napisal Primož Vitez vključuje predgovor Alberta Camusa |
| 370      | 2022        | -                                            | Štirinajstica: antologija slovenskega soneta (antologija)                                                            | izbral, uredil in spremno besedo napisal Peter Svetina |
| 371      | 2022        | Gregor von Rezzori                           | Spomini antisemita: roman v petih zgodbah                                                                            | prevedla Ana Jasmina Oseban in Aleš Učakar spremno besedo napisala Kristina Jurkovič |
| 372      | 2023        | Jani Virk                                    | Metulj v jantarju: zgodbe z roba vesolja                                                                             | izbrala, uredila in spremno besedo napisala Julija Uršič |
| 373      | 2023        | Annie Ernaux                                 | Dogodek in druga besedila                                                                                            | prevedla Suzana Koncut vsebina: Dogodek; Gola strast; Okupacija; Mladenič |
| 374      | 2023        | Natalia Ginzburg                             | Dragi Michele Male vrline                                                                                            | prevedla Anita Jadrič spremno besedo napisala Staša Pavlović |
| 375      | 2023        | Wystan Hugh Auden                            | Za družbo, v samosti: pesmi in dramska poezija                                                                       | izbrala, prevedla, opombe in spremno besedo napisala Nada Grošelj |
| 376      | 2024        | -                                            | Noč bliskov: iz nadrealističnih besedil (antologija)                                                                 | zbral, prevedel, spremni besedi in opombe napisal Aleš Berger pesmi Paula Éluarda prevedel Kajetan Kovič prozni pesmi Louisa Aragona prevedla Maja Kraigher spremna beseda Milan Dekleva |
| 377      | 2024        | Xavier de Maistre                            | Popotovanje po moji sobi                                                                                             | prevedel, spremno besedo in opombe napisal Primož Vitez |
| 378      | 2025        | Saša Vegri                                   | Obhod v času: izbrane pesmi                                                                                          | izbrala, uredila in spremno besedo napisala Varja Balžalorsky Antić biografske opombe napisala Saša Lavrinc |